# 福德爺長慶廟
25°01′30″N 121°31′19″E / 25.025014°N 121.521852°E
福德爺長慶廟，簡稱長慶廟，是位於臺灣臺北市中正區板溪里的土地祠，歷史可追溯至清治時期泉州人開墾的古亭，戰後時期成為南昌路一帶客家人的信仰中心。

## 沿革
此廟神像原先為榕樹旁的石頭公。依臺北市立文獻會在廟內所立碑文指出，清治時期泉州人聚墾的古亭庄，是以此處為中心，延至南昌路、羅斯福路二段及金門街等處。
1930年代初信徒捐資擴建。1983年，客家、閩南及外省族群信眾整修小廟。後來代管人偽造解散祭祀公會，侵占廟產並計畫拆廟。廟地被周姓前管理人以新台幣五千萬元代價賣給韓佐中，計畫作為停車場，當地（中正區板溪里）居民於1991年4月12日在廟口舉行記者會抗議。土地產權糾紛有數年之久，1995年10月31日早上，韓佐中委託工人將廟中神像載走，引起不少信徒躺在卡車前抗議，甚至有信徒說媽祖神像流眼淚。後信眾共同努力，讓此廟得以保存。 
今址在晉江街34號。

## 信眾
戰後時期初期，大批桃竹苗客家人移往臺北市發展，選擇南昌路一帶聚集，因為該路是羅斯福路拓寬前，新店、景美、永和進出臺北的必經之處，易於作生意。長慶廟也成為南昌路與附近北遷客家人的信仰中心，並組成了伯公會。居民周郁萍回憶該土地廟與附近的古亭地府陰公廟常有酬神戲。在1970年時，長慶廟還因違規演出歌仔戲達一個月之久，被臺北市教育局函請古亭警察分局派員即予取締。
伯公會出錢整修此廟，捐贈伯公神像代替原來的石頭公，並於神像背後刻上成員姓名。正殿主祀土地公，右殿祀關聖帝君，左殿則祀奉天上聖母。曾任此廟伯公會會長的溫送珍，是在南昌路開設大源商號的苗栗南客家人。他於2012年表示伯公會在長慶廟各項慶典時經常出資出力，後來臺北市客委會發現此廟對中正區的客家族群十分重要，曾與其合作辦理二月初二伯公生日的酬神慶典，閩南人客家人都會來參加。
像是臺中市的東門里福德祠也是外地的客家人所建立，同樣將石頭公換成神像。

## 老樹
臺北市政府民政局將此廟一棵大榕樹取名為「長慶榕」。在1994年報導時，九旬的居民周秋花回憶自己小時樹就很大了。台灣人愛樹文史工作室、台北市民政局在1995年舉辦的老樹巡禮活動，將長慶榕納為景點。在2001年報導時，該樹是臺北市政府普查一千一百四十六棵大樹中，胸圍最大的一棵，有十公尺。
一次搜集臺北老樹資料的退休教師廖守義，前往該地尋訪時，附近居民以為是政府派人來記錄要將其列為古蹟保護，紛紛熱心提供訊息，或開門讓來訪者上頂樓去照相。附近的居民傳說著許多此老樹神靈的事蹟，若此樹遇到颱風打斷或因病蟲等折損異樣發生，眾人就會搓湯圓來拜。
作家駱以軍從網路作家運詩人的部落格上知道了此廟此樹，寫下：「根據老套文學的說法，走進來，就像時間都停止了。」

## 外部連結
- 福德爺長慶廟——文化部文化資產局 （页面存档备份，存于）